# 세종축제
세종축제는 세종특별자치시에서 개최하는 축전으로, 2013년부터 개최되었다. 2019년은 일곱번째로 2017년 다섯번째 축제부터 제0회의 표기가 아닌 다섯번째, 여섯번째, 일곱번째등의 표기로 개최횟수 표기가 바뀌었다.

## 개요
세종특별자치시의 위상에 맞는 축제를 위해 연기군 당시 지역축제 일부를 통합하고 세종특별자치시 도시마케팅 프로그램을 연계해 매년 10월에 개최된다. 세종대왕과 관련된 한글, 과학, 인물을 연상할 수 있고 세종시 도시이미지 홍보를 위한 공연, 경연, 전시, 체험 등 다채로운 행사가 열린다.